# Julia Sánchez Carrilero
Julia Sánchez Carrilero (Albacete, 16 de mayo de 1933-Huesca, 15 de noviembre de 2016) fue una arqueóloga española, la primera en publicar un artículo científico sobre arte rupestre levantino.

## Biografía
Hija de Joaquín Sánchez Jiménez, impulsor y director del Museo de Albacete y comisario provincial de Excavaciones Arqueológicas; y hermana de Nieves Sánchez Carrilero. Los tres juntos excavaron en la necrópolis ibérica del Llano de la Consolación en Montealegre del Castillo y documentaron, junto a Samuel de los Santos, el arte rupestre de Peña Bermeja en Socovos, siendo ella la que realizó los calcos de las pinturas.
También dibujó los primeros calcos de las pinturas rupestres de Solana de las Covachas en Nerpio, incluidos en una monografía, mientras cursa el doctorado en la Universidad de Murcia entre 1956 y 1961. De este trabajo, solo se publicó una pequeña parte en 1962 en el Noticiario Arqueológico Hispánico.
Abandonó la arqueología tras casarse con Fernando Cantero Carvajal y se trasladó a Huesca, donde falleció en 2016.
Tuvo tres hijos: Julia, Nieves y Fernando.

## Publicaciones
- Sánchez Carrilero, J. inédita. Cultura ibérica de la provincia de Albacete. Murcia: Universidad de Murcia. Memoria de licenciatura depositada en el Museo de Albacete.
- Sánchez Carrilero, J. 1962. Avance al estudio de las pinturas rupestres de Solana de las Covachas, Pedanía de Río Moral (Nerpio, Albacete). Noticiario Arqueológico Hispánico 5:1-12.